# Tocopilla (Antofagasta)
Tocopilla is een stad en gemeente in en de hoofdstad van de Chileense provincie Tocopilla in de regio Antofagasta. Tocopilla telde 25.186 inwoners in 2017 en heeft een oppervlakte van 4039 km².
Op 14 november 2007 werd de stad en omgeving getroffen door een aardbeving met een kracht van 7,7 op de schaal van Richter en het epicentrum op 40 km ten zuidoosten van het stadscentrum. Ook de naschokken haalden waarden tot 6,8. Er waren 2 overledenen en 115 gewonden en er werden 1.200 woningen vernield.
In de regio is een belangrijke mijnbouw waar kaliumnitraat wordt ontgonnen en via de haven van Tocopilla wordt verscheept. Ook de productie van de circa 120 km landinwaarts gelegen open kopermijnen van Chuquicamata waar een half miljoen ton koper wordt gewonnen gebruikt de haven van Tocopilla als startpunt van de koperexport.

## Geboren
- Alejandro Jodorowsky (1929), filmregisseur
- Alexis Sánchez (1988), voetballer

## Galerij

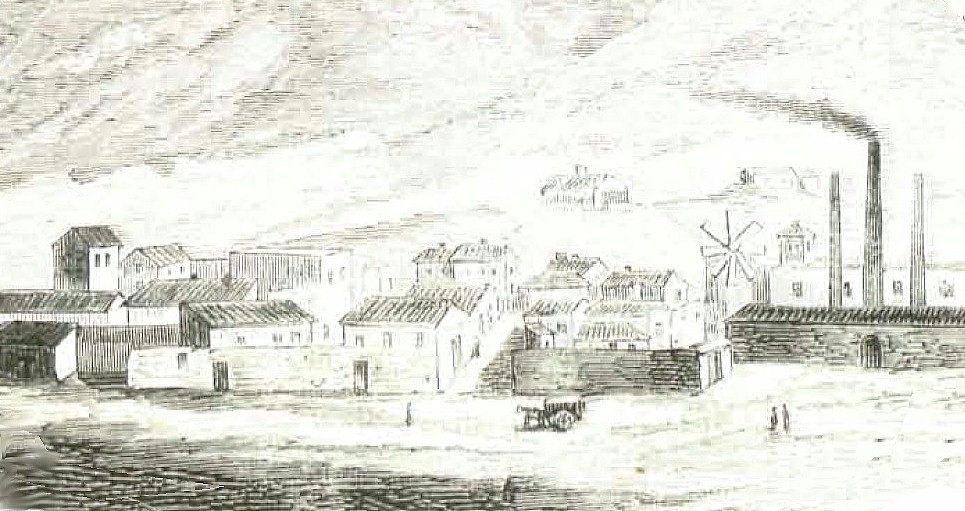
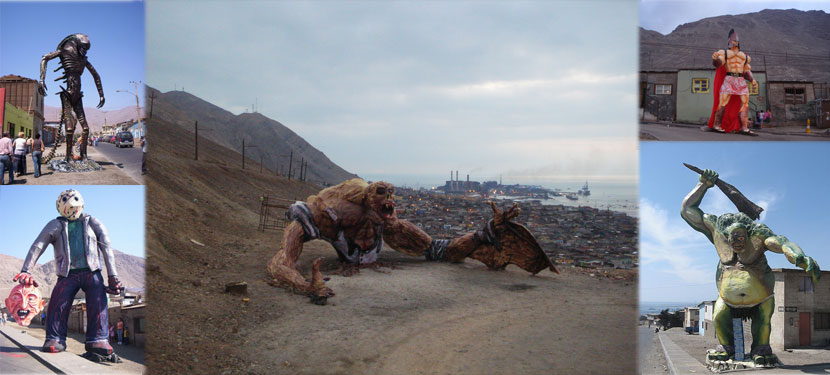

- Library of Congress Control Number: no97002030
- MusicBrainz: 0dc5e91b-6290-4556-a724-286d1cb30747
- National Archives and Records Administration: 10037909
- Nationale Bibliotheek van Israël: 987007533433205171
- Virtual International Authority File: 133998092